# Natalus tumidirostris
Natalus tumidirostris é uma espécie de morcego da família Natalidae. Pode ser encontrada no norte da América do Sul: Colômbia, Venezuela, Guiana, Suriname, Guiana Francesa, Trinidad e Tobago, e Antilhas Holandesas.